# MTV Unplugged (Staind)
MTV Unplugged è un DVD dal vivo degli Staind, pubblicato nel 2002, poco prima del loro terzo album Break the Cycle
Nel 2001 gli Staind entrarono come molti altri predecessori negli studi televisivi di MTV, dove nel periodo natalizio davanti a un pubblico limitato di pochi spettatori proposero in versione acustica quelle che sarebbero poi state le hit dell'album Break the Cycle.
Per l'esecuzione di alcuni brani è stato chiesto il supporto del chitarrista dei Cold Terry Balsamo (per un periodo anche chitarrista degli Evanescence), band con la quale Aaron Lewis collaborò nella canzone Bleed.

## Tracce
1. Home
2. Me
3. Pressure
4. Excess Baggage
5. Suffer
6. Waste
7. Epiphany
8. It's Been Awhile
9. Can't Believe
10. Fade
11. Outside

## Formazione
- Aaron Lewis - voce e chitarra
- Mike Mushok - chitarra
- Johnny April - basso
- Jon Wysocki - batteria